# Крус, Бетико

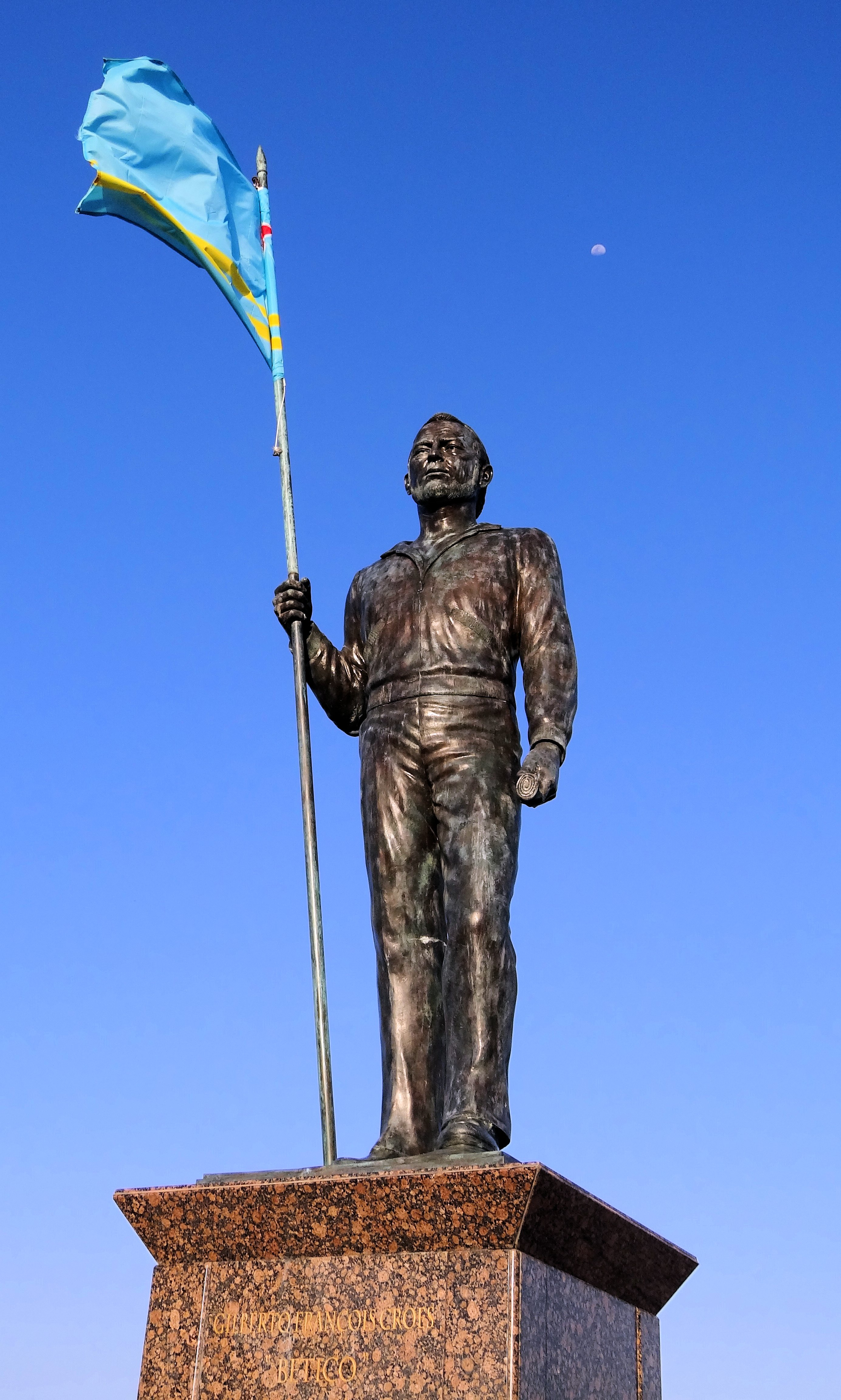
Памятник Бетико Крусу на Пласа-Либертадор, Ораньестад, Аруба

Бетико Крус (25 января 1938 год — 26 ноября 1986 год) — политик, сторонник выхода острова Арубы из-под юрисдикции Нидерландов. Основатель и лидер политической партии Народное избирательное движение.

## Биография
Гильберто Франсуа «Бетико» Крус родился в городе Санта-Крус, Аруба 25 января 1938 года. После получения среднего образования он отправился в Нидерланды для продолжения обучения, где поступил в Hilversum Teachers' Training College, город Хилверсюм. В 1959 году состоялся его выпуск с получением диплома «head master» и правом занимания должности — директор школы. По возвращении на Арубу Бетико Крус преподавал в школе святого Иосифа (Sint Jozef School), а позже в колледже святого Антония в городе Санта-Крус. Во время дорожно-транспортного происшествия 31 декабря 1985 Бетико Крус получил тяжёлую травму и впал в кому. Не приходя в сознание, спустя одиннадцать месяцев, умер в возрасте 48 лет.

## Политическая деятельность
С 1967 году начал заниматься политической деятельностью. Первым шагом было его вступление в Народную партию Арубы (Arubaanse Volks Partij, AVP). Однако, из-за непреодолимых разногласий с её руководством прекратил своё членство. В 1971 году решил создать собственную левоцентристскую партию — Народное избирательное движение, Movimiento Electoral di Pueblo (MEP). С этого момента и до самой смерти был бессменным её президентом и лидером партии. Несмотря на это, он никогда не был избранным депутатом в парламент Арубы или министром в кабинете министров Нидерландских Антильских островов. Однако, ввиду его большого политического влияния, Бетико Крус работал советником по общим вопросам при коалиционном правительстве острова Арубы.
Главной политической целью Бетико Круса было предоставлении острову Аруба независимости от Нидерландских Антильских островов, но сохранения в составе Нидерландов. В 1976 году он выступил с инициативой по разработке и внедрению собственного гимна и флага Арубы. Вместе с другими членами своей партии (MEP) Бетико Крус организовал и провёл референдум о признании независимости острова. При явке в 82 %, количество поддерживающих эту инициативу достигло 57 %. Позже, 10 октября 2010 года, Нидерланды упразднили Нидерландские Антильские острова и предоставили Арубе статус самоуправляемого государства со значительной автономией в составе Королевства Нидерландов (status aparte).
В 1977 году, когда (MEP), как партия большинства на Арубе была исключена из правительства, Бетико Крус призвал жителей Арубы поднять восстание против Кюрасао. Ситуация быстро вышла из-под контроля и правительство Кюрасао послало вооружённый отряд для пресечения беспорядков. Правительство Нидерландов отреагировало на эту ситуацию приглашением делегации во главе с Бетико Крусом в Гаагу. Переговоры проходили дважды — в феврале 1981 и в марте 1983 годов. В январе 1986 года результатом договоренностей стало предоставление полной независимости Арубе 1 января 1996 года (спустя десять лет). Позже, Бетико Крус отказался от идеи предоставления полной независимости и согласился на условие предоставления статуса самоуправляющегося государства. Пункт о предоставлении полной независимости был удален из договора в 1990 году.

## Упоминание в культуре
Ежегодно, 25 января отмечается как «День Бетико Круса» (Betico Croes Day). День его рождения взят за основу празднования национального праздника гордости.